# Mycetophila magallanensis
Mycetophila magallanensis är en tvåvingeart som beskrevs av Duret 1986. Mycetophila magallanensis ingår i släktet Mycetophila och familjen svampmyggor. Inga underarter finns listade i Catalogue of Life.